# Worms Reinforcements
Worms Reinforcements è un'espansione del videogioco strategico a turni Worms. L'espansione venne sviluppata dal  Team17 e distribuita dalla Ocean Software Ltd. Il videogioco è il secondo episodio della serie di videogioco Worms.
L'espansione espande il gameplay del predecessore con l'aggiunto da nuove armi. Il giocatore inoltre può scegliere quale worm utilizzare in ogni turno. L'espansione comprende anche nuovi livelli e la gestione del multiplayer.